# Germaine L'Herbier-Montagnon
Pour les articles homonymes, voir Montagnon.
Germaine L’Herbier-Montagnon, née le 13 juin 1895 à Tournon (aujourd'hui Tournon-sur-Rhône), et morte dans cette même ville le 29 juillet 1986, est une infirmière-pilote IPSA – sigle faisant référence à l’Amicale des infirmières-pilotes et secouristes de l’air créée dans les années trente avec pour mission la « formation pratique des infirmières, en vue de leur affectation aux Services sanitaires et annexes de l’armée de l’Air » – qui, après la défaite de juin 1940, créa à sa seule initiative et dirigea la Mission de recherches des morts et disparus de l'Armée de l'air.

## Biographie
Le père de Germaine Montagnon est  architecte. En qualité de président du Comité des fêtes il organise un meeting d'aviation, près de Tournon, qui enthousiasme sa fille et  fait naître sa vocation. Devenue par son mariage avec Fernand L'Herbier, Germaine L'Herbier-Montagnon, elle est élève, en 1936, dans la section aviation de la Croix-Rouge française. En mai 1939 elle est brevetée pilote d'avion de tourisme et parachutiste.
Après la défaite de 1940, elle consacre plusieurs années de son existence à retrouver les corps des aviateurs français abattus pendant la bataille de France (10 mai-24 juin 1940), ainsi que, clandestinement, des aviateurs alliés et français libres abattus. Chef de mission, Germaine L’Herbier-Montagnon réussit, avec l’aide d'autres bénévoles IPSA comme elle, à identifier au 1er octobre 1942 les restes de quatre cent trente et un aviateurs français et à leur donner une sépulture décente.
Le résultat de plusieurs de ses recherches et des récits des derniers combats d'aviateurs morts pour la France, sont relatés dans Disparus dans le Ciel, ouvrage qu’elle fit paraître en 1943 à Paris aux éditions Fasquelle préfacé par le général René Chambe. Elle écrivit de nombreux autres ouvrages retraçant les conditions difficiles de la Mission et exaltant la mémoire d'aviateurs morts pour la France.
Femme de lettres, elle est primée à plusieurs reprises pour ses œuvres qui ne se limitèrent pas à l'aviation. Elle se consacre en effet, sous son nouveau nom de Peyron-Montagnon à la suite de son remariage, à des travaux d'histoire locale de son Ardèche natale.
Le 26 juin 2013, alerté par les habitués des forums d'aerostories.org alors que la concession de la sépulture de Germaine L'Herbier-Montagnon était arrivée à expiration, le Conseil municipal de Tournon-sur-Rhône a attribué à l'unanimité à sa sépulture le caractère d'une concession honorifique perpétuelle, permettant ainsi à celle qui avait tant fait pour assurer à des aviateurs une sépulture digne de leur sacrifice, de reposer définitivement en paix dans la terre natale qu'elle chérissait.

## Publications

### Ouvrages
- Notions de navigation et météo à l'usage des Benjamins de l'air. Préface de M. Philippe Wehrlé directeur de l'Office National de la Météorologie, Librairie des sciences aéronautique, F. Louis Vivien, 1939.
- Disparus dans le ciel , Souvenirs de la mission de recherche des morts et disparus de l'Armée de l'air. Préface du Général d'aviation René Chambe, éditeur Fasquelle, Paris, décembre 1942 (2e édition en 1943 et 3e édition en 1944), (ouvrage saisi par les Allemands en juillet 1943). Prix Montyon de l'Académie française, séance du 29 juin 1944.
- La couronne t'attend, éditeur Fasquelle, Paris 1er trimestre 1946.
- Cap sans retour , Forces aériennes françaises libres. Mémorial des premiers compagnons. Préface du Colonel Pierre Pouyade, Commandant du groupe de chasse « Normandie-Niémen ». Éditeur Solar, Paris Monte-Carlo 1948. Prix Louis Miller, de l'Académie française, 22 décembre 1949. Prix Émile Hinzelin, de la Société des gens de lettres, décembre 1956.
- Vos fils , Introduction de Mme la Maréchale Leclerc, Impr Maraval à St-Pons (Hérault), août 1958.
- Jusqu'au sacrifice , - Mémorial I.P.S.A., Préface de M. André François-Poncet de l’Académie française - Président de la Croix-Rouge Française, éditions E.C.L.A.I.R, Paris, mars 1960. Prix Maria Star, Société des gens de lettres, 19 décembre 1960.
- Cap sur une étoile , vie et mort héroïque d'Arlette-Yolande Claude (1911-1944) Préface de Chantal Maisonneuve et Françoise Nougaret, éditeur Subervie, Rodez (Aveyron) juin 1961
- Quelques étapes de la vie de Claude Fauriel, Bulletin du Vieux St-Étienne #288, 1965, no 57, p. 3-4
- Un héros dauphinois roi de l'air, Adolphe Pégoud (1889-1915), Préface du Général de Brigade Aérienne Louis Chantier, à compte d’auteur 1980.
- Les trois frères de Tournon-Simiane au service de l'Empire, Bulletin de la Société d'Archéologie et de Statistique de la Drôme, 1969.
- Une famille militaire : Les Charras, Préface d'Aimé Buix, Président de « L'Association des amis du Buis et des Baronnies ». Buis-les-Baronnies (Drôme) mars 1970.
- Un dauphinois otage de la Commune: Le Président Bonjean (1804-1871), Préface de Jacques de Font-Reaulx, Correspondant de l'Institut, Éditions S. O. R. E. P. I., Valence, juillet 1973.
- François Ier et sa famille, le dauphin François mort à Tournon (1518-1536), Préface de M. Charles Jaillet de l’Académie Delphinale, Éditions Soerepi, Valence, mai 1975.
- Cinq maisons adossées à l'église Saint-Julien de Tournon , Impressions Modernes 1977.
- Chronique de l'église et paroisse Saint-Julien de Tournon 1300-1900 , Tome I. Granges-lès-Valence, Impressions Modernes, 1978.
- Grands notables du premier empire: Notices de biographie sociale Ardèche, éditions du CNRS, Paris, éditions du Centre national de la recherche scientifique (CNRS), 1978

### Préface
- Préface de « Les Ailes dans la Tourmente 1939-1945 » de Jean Hallade, juin 1959.

## Distinctions

### Décorations
- Chevalier de la Légion d'honneur : Germaine L’Herbier-Montagnon est nommée chevalier par décret du 22 juillet 1946  "Après avoir parcouru plus de 100.000 kilomètres en France, en Belgique et en Hollande, a réussi à retrouver et à identifier près de 500 aviateurs français et 1 300 aviateurs alliés. Accréditée dès la Libération pour continuer la recherche des aviateurs sur les territoires ennemis ou occupés, a retrouvé trace de 380 aviateurs français et de 950 aviateurs alliés. Magnifique exemple de courage, de volonté et de dévouement"[5]. c'est le général Juin  qui lui remet la croix le 18 août 1946.
- Officier de l'Ordre de l'Empire britannique
- Palmes académiques[3]

### Prix littéraires
- Prix Montyon de l'Académie française, séance du 29 juin 1944 pour : "Disparus dans le ciel "
- Prix Louis-Paul-Miller de l’Académie française, 22 décembre 1949 et prix Émile Hinzelin, de la Société des gens de lettres, décembre 1956, pour : "Cap sans retour "
- Prix Maria Star, Société des gens de lettres, 19 décembre 1960, pour : "Jusqu'au sacrifice "

## Sources
- Fonds L'Herbier Montagon, Service historique de la Défense, département de l'Armée de l'Air, château de Vincennes[6].